# Meximalva
Meximalva är ett släkte av malvaväxter. Meximalva ingår i familjen malvaväxter.
Kladogram enligt Catalogue of Life:
| Meximalva | \| \| Meximalva filipes \| \| \| \| \| \| Meximalva venusta \| \| \| \| |
|           | \| \| Meximalva filipes \| \| \| \| \| \| Meximalva venusta \| \| \| \| |
|           | Meximalva filipes                                                       |
|           |                                                                         |
|           | Meximalva venusta                                                       |
|           |                                                                         |